# Wild Thoughts
«Wild Thoughts» es una canción de hip hop del músico estadounidense DJ Khaled con las colaboraciónes de la cantante de Barbados Rihanna, El Rapero Canadiense Tory Lanez y los cantantes estadounidenses Trey Songz y Bryson Tiller  Fue lanzado el 16 de junio de 2017, por We the Best y Epic Records como el tercer sencillo del décimo álbum de estudio de Khaled, Grateful (2017). El cantante canadiense PartyNextDoor ayudó a los artistas a escribir la canción, bajo la producción de Khaled. Una canción de inspiración latina de ritmo medio, «Wild Thoughts», está compuesta por percusión latina, líneas de guitarra acústica y riffs que son muy sampleados del éxito de 1999, "Maria Maria" de Carlos Santana. Líricamente, la canción elogia a un amante que inspira pensamientos salvajes, y presenta varias insinuaciones y declaraciones carnales.
El 12 de febrero de 2023, Rihanna la interpretó en vivo como parte del espectáculo de medio tiempo del Super Bowl LVII.

## Antecedentes y composición
Bryson Tiller y Khaled colaboraron por primera vez en la canción "Ima Be Alright" para el noveno álbum de estudio de Khaled Major Key (2016). Durante la grabación de Grateful, Khaled invitó a Tiller a su casa a cenar. Durante la cena, Khaled tocó la demostración inicial de «Wild Thoughts» (pensamientos salvajes) a Tiller y le preguntó si podía hacer algo con la canción. Tiller regresó a casa y grabó sus versos y se los envió a Khaled, quien los usó en la grabación final. Mientras hablaba de colaborar con Rihanna por primera vez en una entrevista con Entertainment Weekly, Khaled dijo; "Siete, ocho años he estado tratando de hacer esto. Siempre pongo las metas por ahí que quería trabajar con ella. Pero al mismo tiempo, mientras estaba poniendo las metas, siempre estaba haciendo lo correcto listo para grabar. Tienes que comenzar con la energía correcta para ver si algo vuelve a ser posible ".
«Wild Thoughts» es una canción de inspiración latina de ritmo medio, que consiste en percusión latina y "líneas de guitarra acústica furtivas". La canción samplea en gran medida el riff de la guitarra de "Maria Maria" de Santana de 1999, que presenta junto a The Product G&B . Escrita en clave de Do menor, tiene un ritmo de 96-100 latidos por minuto en cuádruple simple tiempo. La canción sigue una progresión de acordes de Cm-Fm-Cm, y las voces de Rihanna y Tiller abarcando desde C4 hasta G5. El editor de Billboard Andrew Unterberger notó que «Wild Thoughts» presentaba el mismo groove y riff que "Maria Maria" e incluso presentaba el "murmullo" de Wyclef Jean que suministraba las canciones originales ad-libs. Vanessa Okoth-Obbo de Pitchfork describió la canción como una gran dependencia de la "estética del rock latino", con letras que escuchan a los amantes de la alabanza de Rihanna y Tiller que inspiran pensamientos salvajes. Okoth-Obbo describió las letras como transitando la línea entre "insinuaciones y declaraciones carnales", mientras que también señaló las actuaciones vocales de los firmantes como restringidas y controladas.

## Lanzamiento y recepción
El 9 de junio de 2017, Khaled lanzó la lista de canciones del álbum, que también incluía «Wild Thoughts». La carátula de la canción, que presenta al hijo de Khaled, Asahd, fue revelada a través de la cuenta de Instagram de Rihanna el 15 de junio de 2017. «Wild Thoughts» fue lanzado el 16 de junio de 2017, como el tercer sencillo del álbum Grateful fue lanzado el 23 de junio de 2017.
Peter A. Berry de XXL escribió; "Si todo va según el plan, debería seguir los pasos de" I'm the One" y alcanzar el estatus de platino en un futuro muy cercano". Janelle Okwode de Vogue dijo que la canción "es un contendiente instantáneo" para la canción del verano". Raisa Bruner de la revista Time enumeró la canción en su lista de cinco canciones que deberían escucharse. Bruner elogió la canción calificándola de "irresistible, con mermelada de verano con inflexiones latinas y algunos versos suaves cortesía de la incorporación de Bryson Tiller". Bruner continuó afirmando que la canción era verdaderamente de Rihanna, "pero todos sabemos que este es el espectáculo de Rihanna".
En una segunda y más profunda reseña, Burner afirmó: «Wild Thoughts» comienza con una explosión y esa melodía de guitarra de Santana al instante reconocible, antes de seguir la voz baja y convincente de Rihanna y los versos de Tiller. Se siente como un sucesor espiritual de los éxitos del año pasado "Work" y "One Dance", pero intercambiando las vibraciones dancehall de esas canciones para la guitarra de Santana. De cualquier forma, es un bop embriagador que calienta las cosas.
Corbin Reiff de Uproxx escribió que Rihanna "trae un poco de calor", mientras que Tiller "gira en el medio para repetir su verso, y trae consigo algunas vibraciones R&B". Matt Miller, de Esquire, elogió a Rihanna por decir que ella "domina completamente la canción, el poder de su voz, su presencia lleva toda la historia". Miller fue menos favorable acerca de Tiller y la muestra de Santana llama a su inclusión inolvidable. El editor de Billboard Andrew Unterberger escribió que esto es "prácticamente una carátula con letras diferentes" de "Maria Maria", diciendo que "no es una canción perfecta, pero es una resurrección súper divertida del sencillo de 18 años". Elias Leight de Rolling Stone lo llamó "otro sencillo cálido y amigable con el clima" por Khaled.

### Crítica de Carlos Santana
Carlos Santana, quien originalmente escribió "Maria Maria", la canción que se muestra en «Wild Thoughts», elogió la interpretación de Khaled, Rihanna y Tiller en la canción. Afirmando "Hay una razón por la cual el groove/tema infeccioso que Wyclef y yo creamos en 'Maria Maria' aún resuena hoy, habla del corazón. DJ Khaled, Rihanna y Bryson toman esa vibra y la traen a una nueva dimensión con 'Wild Thoughts', "pero el groove y la esencia de la canción aún están intactos". continúa diciendo: "Me siento honrado de que el DJ Khaled, Rihanna y Bryson sintieran la intensa intencionalidad de 'Maria Maria' y hayan compartido este ambiente veraniego con el mundo".
The Producto G&B que originalmente cantó "Maria Maria" tuvo una respuesta mixta a «Wild Thoughts». Afirmaron que estaban agradecidos y llamaron a la canción una "bendición", señalando que cuando escucharon "Wild Thoughts" ("Pensamientos Salvajes") "escuchas a 'Maria', está generando conciencia por todos lados". Sin embargo, creían que "Wild Thoughts" había despojado al original de su significado y "su asociación con West Side Story, donde el personaje del musical 'Maria' representaba la cruda realidad de la violencia y la pobreza de las pandillas y la esperanza de una vida mejor".

## Vídeo musical
El vídeo musical de «Wild Thoughts», dirigido por Colin Tilley, fue filmado en el vecindario Little Haiti de Miami, Florida, en junio de 2017. Las primeras imágenes de la sesión se lanzaron el 6 de junio de 2017. El vídeo se estrenó a través del canal Vevo de Khaled el 16 de junio de 2017. Katie Skinner de la revista Billboard hizo una revisión en profundidad de la moda de Rihanna en todo el vídeo musical. Skinner dijo que el vídeo tenía "una vibrante vida nocturna de verano en un entorno tropical de Miami", que "Rihanna y Khaled llevan a cabo ese concepto vistiéndose con atuendos de colores brillantes, ofreciendo un verano policromático serio fuera de la pista". Durante un desglose del vídeo, Skinner dijo que la primera mirada de Rihanna la vio usando unas "polainas psicodélicas Balenciaga con estampado floral de cintura alta con botas de cuchillos a juego, una blusa Betsey Johnson vintage color rosa brillante y un par de medias de gran tamaño y pendientes Lynn Ban". Esto fue acompañado por un pañuelo de cabeza floral, un cinturón verde Versace vintage y un par de gafas de sol rosa Karen Walker. En la siguiente escena, Rihanna lució un "vestido corto de gasa de seda color turquesa por Alberta Ferretti" junto con un par de sandalias de gladiador diseñadas por Rihanna y Manolo Blahnik. Durante los últimos segundos del vídeo, Rihanna se encuentra junto a Khaled y Tiller, vistiendo un top de nailon brillante y pantalones cargo diseñados por Matthew Adams Dolan.

## Posicionamiento en listas

### Semanales
| Alemania        | Official German Charts       | 4  |
| Australia       | ARIA Top 100 Singles         | 2  |
| Austria         | Ö3 Austria Top 40            | 9  |
| Bélgica (Fl)    | Ultratop                     | 5  |
| Bélgica (W)     | Ultratop                     | 2  |
| Brasil          | Brasil Hot 100               | 73 |
| Canadá          | Canadian Hot 100             | 2  |
| Dinamarca       | Tracklisten                  | 3  |
| El Salvador     | Monitor Latino               | 18 |
| Escocia         | Scottish Singles Chart       | 5  |
| Eslovaquia      | Singles Digital Top 100      | 3  |
| Eslovenia       | SloTop50                     | 4  |
| España          | PROMUSICAE                   | 10 |
| Estados Unidos  | Billboard Hot 100            | 2  |
| Estados Unidos  | Pop Songs                    | 4  |
| Estados Unidos  | Dance Club Songs             | 1  |
| Estados Unidos  | Adult Pop Songs              | 23 |
| Estados Unidos  | Rhythmic Songs               | 1  |
| Estados Unidos  | R&B/Hip-Hop Songs            | 1  |
| Europa          | Euro Digital Song            | 2  |
| Filipinas       | Philippine Hot 100           | 11 |
| Finlandia       | Suomen virallinen lista      | 8  |
| Francia         | SNEP                         | 2  |
| Grecia          | Grecia Digital Song          | 3  |
| Hungría         | Radio Top 40                 | 8  |
| Irlanda         | IRMA                         | 3  |
| Israel          | Media Forest                 | 1  |
| Italia          | FIMI                         | 17 |
| Japón           | Japan Hot 100                | 90 |
| Letonia         | Latvijas Top 40              | 17 |
| Líbano          | The Official Lebanese Top 20 | 3  |
| Luxemburgo      | Luxemburgo Digital Songs     | 5  |
| Malasia         | RIM                          | 17 |
| México          | Mexico Ingles Airplay        | 1  |
| Noruega         | VG-lista                     | 5  |
| Nueva Zelanda   | NZ Top 40 Singles Chart      | 2  |
| Países Bajos    | Dutch Top 40                 | 5  |
| Polonia         | Polish Airplay Top 100       | 31 |
| Portugal        | AFP                          | 7  |
| Reino Unido     | UK Singles Chart             | 1  |
| República Checa | Singles Digitál Top 100      | 12 |
| Rumania         | Media Forest                 | 1  |
| Suecia          | Sverigetopplistan            | 4  |
| Suiza           | Schweizer Hitparade          | 3  |
| Turquía         | Number One Top 40            | 7  |

### Certificaciones
| País           | Organismo certificador | Certificación | Ventas certificadas | Ref.   |
| -------------- | ---------------------- | ------------- | ------------------- | ------ |
| Alemania       | BVMI                   | Oro           | 200 000             | [ 67 ] |
| Australia      | ARIA                   | 3× Platino    | 210 000             | [ 68 ] |
| Austria        | IFPI — Austria         | Oro           | 15 000              | [ 69 ] |
| Bélgica        | BEA                    | Platino       | 20 000              | [ 70 ] |
| Brasil         | Pro-Música Brasil      | Diamante      | 160 000             | [ 71 ] |
| Canadá         | Music Canada           | 3× Platino    | 240 000             | [ 72 ] |
| Dinamarca      | IFPI — Dinamarca       | Platino       | 60 000              | [ 73 ] |
| España         | PROMUSICAE             | Platino       | 40 000              | [ 74 ] |
| Estados Unidos | RIAA                   | 3× Platino    | 3 000 000           | [ 75 ] |
| Francia        | SNEP                   | Diamante      | 250 000             | [ 76 ] |
| Italia         | FIMI                   | 2× Platino    | 100 000             | [ 77 ] |
| Nueva Zelanda  | RMNZ                   | Platino       | 30 000              | [ 78 ] |
| Portugal       | AFP                    | Platino       | 10 000              | [ 79 ] |
| Reino Unido    | BPI                    | Platino       | 600 000             | [ 80 ] |
| Suecia         | IFPI — Suecia          | 3× Platino    | 120 000             | [ 81 ] |